# 罗文治
罗文治（1917年3月—1997年3月），原名张金法，山西临猗人。1937年2月加入中国共产党。曾任中共陕西省委组织部部长、省纪律检查委员会书记。
1937年，罗文治投身革命活动；早年一直在陕西关中地区参与学生运动和中共地下党组织的工作。曾历任西安青年学生救国会常委，陕西省委交通科长，中共泾阳县委书记，陕西省委驻东府特派员，中共中央西北局统战部地方科副科长，中共韩城县委书记，大荔地委组织部部长等职。
中华人民共和国建国后，先后出任中共陕西省委党校校长，省委组织部部长，江苏省委组织部副部长。1978年10月，任新组建的中共陕西省委纪律检查临时委员会副书记；1983年4月，当选中共陕西省纪委书记。后长期在陕西省党史资料征集委员会工作，为陕西党史工作做出了积极贡献。